# Ulla Hamilton
Ulla Christina Hamilton, född Ericson 17 oktober 1958 i Falköping, är en svensk jurist och moderat politiker. Hon var ledamot i Stockholms kommunfullmäktige 1994–2022. Hon var borgarråd i Stockholms stad 2006–2014. Mellan januari 2015 och juni 2024 var Hamilton verkställande direktör för Friskolornas riksförbund, en tjänst hon lämnade i juni 2024. Hon har egen verksamhet, driver Hamiltonpodden och är krönikör.
Ulla Hamilton är också ordförande i UF Stockholm sedan december 2024. Sedan hösten 2024 är hon också ersättare i styrelsen för Handelshögskolan i Stockholm.

## Biografi
Hamilton var ordförande i Föreningen Heimdal 1982–1983. Hon tog juristexamen 1984 vid Uppsala universitet. Hon var politiskt sakkunnig i statsrådsberedningen 1991–1994 med ansvar för statsminister Carl Bildts inrikespolitiska aktiviteter. År 1995–1999 var hon public affairs-konsult på Lexivision AB. Därefter utsågs hon till ansvarig för Svenska Arbetsgivareföreningens (SAF) utbildnings- och arbetsmarknadspolitiska avdelning. SAF blev sedermera Svenskt Näringsliv och vid utnämningen till borgarråd 2006 var Ulla Hamilton kommunikationschef på Svenskt Näringsliv.
Ulla Hamilton har varit ledamot av kommunfullmäktige i Uppsala, Lund samt  i Stockholm.  
Hamilton var som borgarråd i Stockholm ansvarig för miljö- och fastighetsroteln från 2006 till september 2008, därefter blev hon miljö- och trafikborgarråd. Hon var ordförande i fastighetsnämnden 2006–2008 och ordförande i Stockholms Hamnar AB 2006–2010, dessförinnan vice ordförande 2002–2006. I oktober 2010 utsågs Ulla Hamilton till företagar-, arbetsmarknads- och trafikborgarråd. Hon var ordförande i arbetsmarknadsnämnden 2010–2014, ordförande i trafik- och renhållningsnämnden 2010–2014, samt ordförande i Stockholm Business Region 2010–2014. Hon har även varit föredragande borgarråd för Stockholm Vatten AB, Stockholm Parkering AB, Fortum Värme AB och stiftelsen Electrum.
Under perioden 2003–2011 var Hamilton första vice ordförande i Stockholmsmoderaterna. Hon var vice gruppledare för moderaterna i Stockholms stadshus 2008–2014. Hon har även varit ledamot av styrelsen och arbetsutskottet i Kommunförbundet i Stockholms län, samt ledamot i beredningen för tillväxt och regional utveckling, Sveriges Kommuner och Landsting (SKL). Hon har även varit ledamot i Stockholmsregionens Europaförening, samt ledamot av Taxi Stockholms styrelse, från våren 2015 till november 2016.
Ulla Hamilton var ordförande i Stokab 2018–2022 samt ledamot i styrelsen för Stockholm Business Region under samma period.
Hon är gift med advokaten Christoffer Hamilton.